# 13e étape du Tour de France 2024
Pour un article plus général, voir Tour de France 2024.
La 13e étape du Tour de France 2024 se déroule le vendredi 12 juillet 2024 entre Agen dans le Lot-et-Garonne et Pau en Pyrénées-Atlantiques, sur une distance de 165,3 kilomètres.

## Parcours
Cette seconde étape consécutive de plaine s'oriente vers le sud-est au départ d'Agen et en direction de Pau, au pied des Pyrénées. Les 45 derniers kilomètres sont un peu plus vallonnés et comportent les montées de deux côtes de moins de 2 kilomètres classées en 4e catégorie.

## Déroulement de la course
Victime de chutes les deux jours précédents, Primož Roglič est non partant. 
Un important groupe de 22 hommes forme une échappée mais la présence dans ce groupe d'Adam Yates (UAE Team Emirates), septième du classement général, ne permet pas aux fuyards d'accroître leur avance sur le peloton qui les prend en chasse. Une bordure, initiée par l'équipe Visma, scinde temporairement ce peloton en plusieurs groupes. Dans le groupe de tête, quatre coureurs attaquent à 90 kilomètres de l'arrivée et lâchent leurs compagnons d'échappée. Ces quatre hommes sont Michał Kwiatkowski (Ineos Grenadiers), Julien Bernard (Lidl-Trek), Romain Grégoire (Groupama-FDJ) et Magnus Cort Nielsen (Uno-X Mobility). Ils sont toutefois repris par le peloton à 69 kilomètres de l'arrivée. 
Plusieurs autres attaques animent la fin de course. D'abord Richard Carapaz (EF Education-EasyPost) et Tobias Johannessen (Uno-X Mobility) s'échappent dans la côte de Blachon, puis Jasper Stuyven (Lidl-Trek), Brent Van Moer (Lotto Dstny) et Fabien Grellier (TotalEnergies) les imitent quelques kilomètres plus loin. Un dernier contre est lancé par son coéquipier Mathieu Burgaudeau mais Victor Campenaerts (Lotto Dstny) veille et ramène le peloton dans sa roue. Un regroupement est effectué en vue de l'arrivée à Pau. De nombreux coureurs de l'avant du peloton sont retardés à la suite de la lourde chute à 700 mètres de la ligne d'arrivée d'Amaury Capiot (Arkéa-B&B Hotels), percuté par Maxim Van Gils (Lotto Dstny) en le dépassant, et qui a notamment entrainé à terre Cees Bol (Astana) et Axel Zingle (Cofidis). Christophe Laporte (Visma) lance le sprint pour Wout van Aert qui fonce vers la ligne d'arrivée mais il est débordé par Jasper Philipsen (Alpecin-Deceuninck) qui signe une seconde victoire sur cette édition 2024.

Côte de Simacourbe
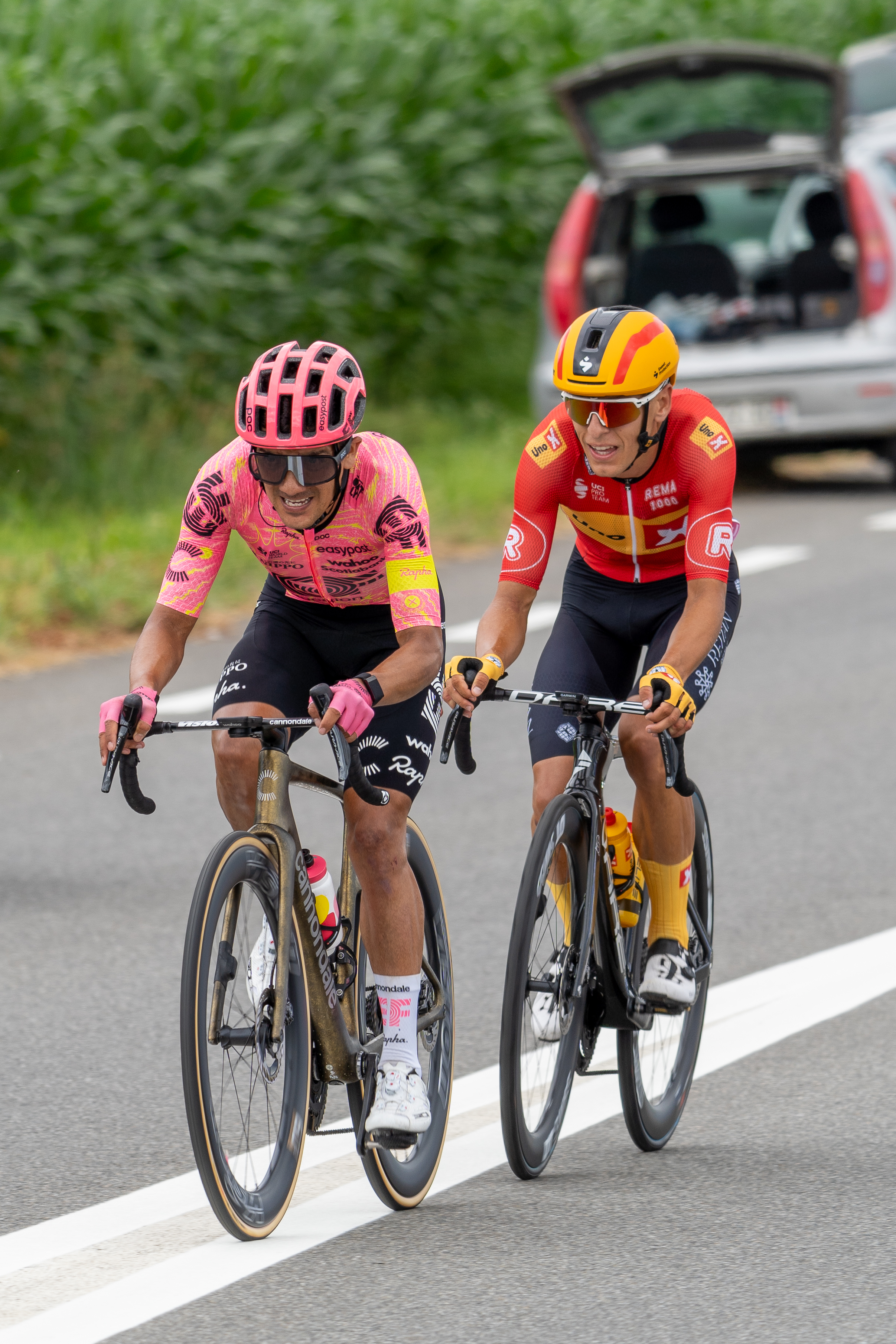
Carapaz et Johannessen échappés.
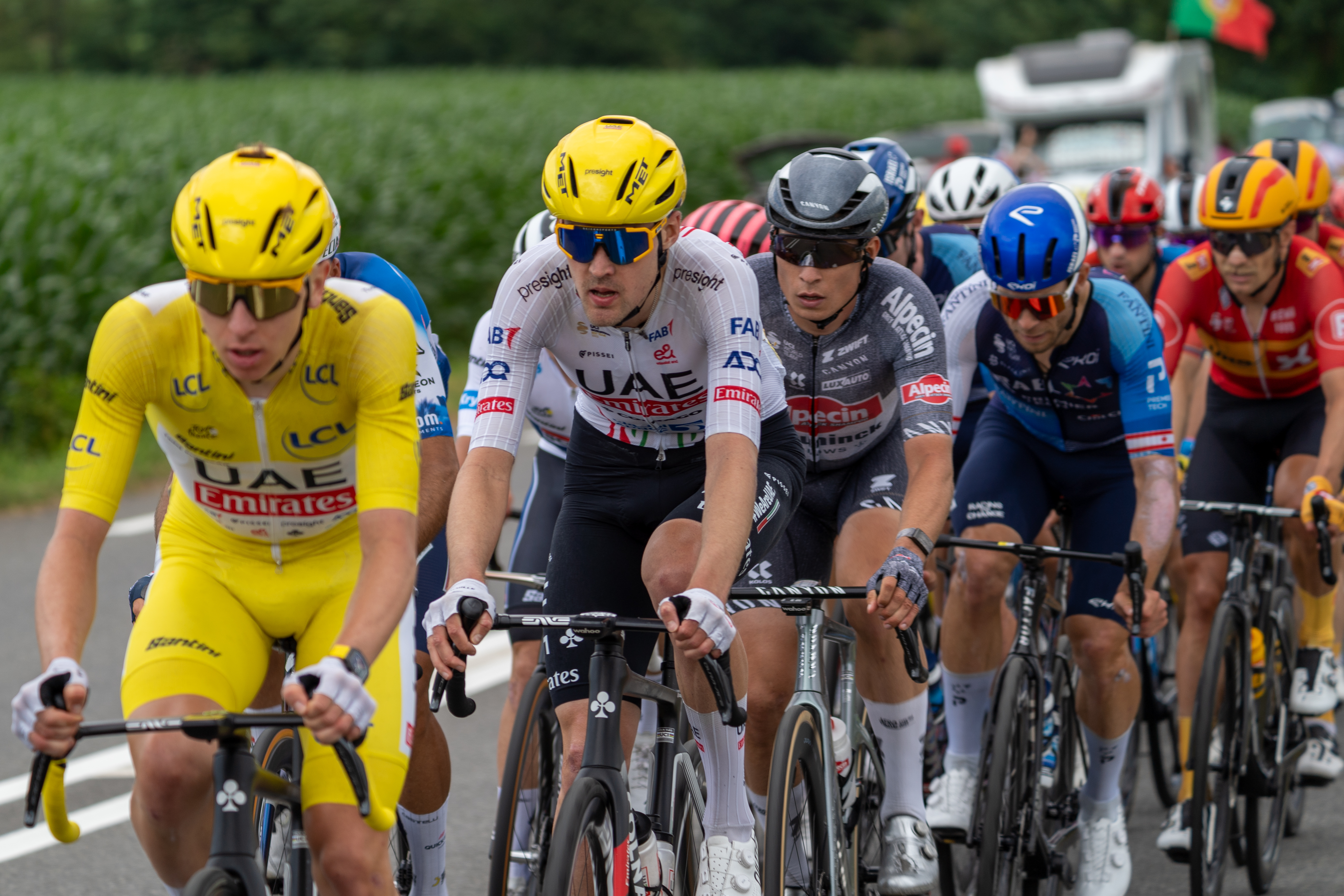
Jasper Philipsen vainqueur de l'étape.
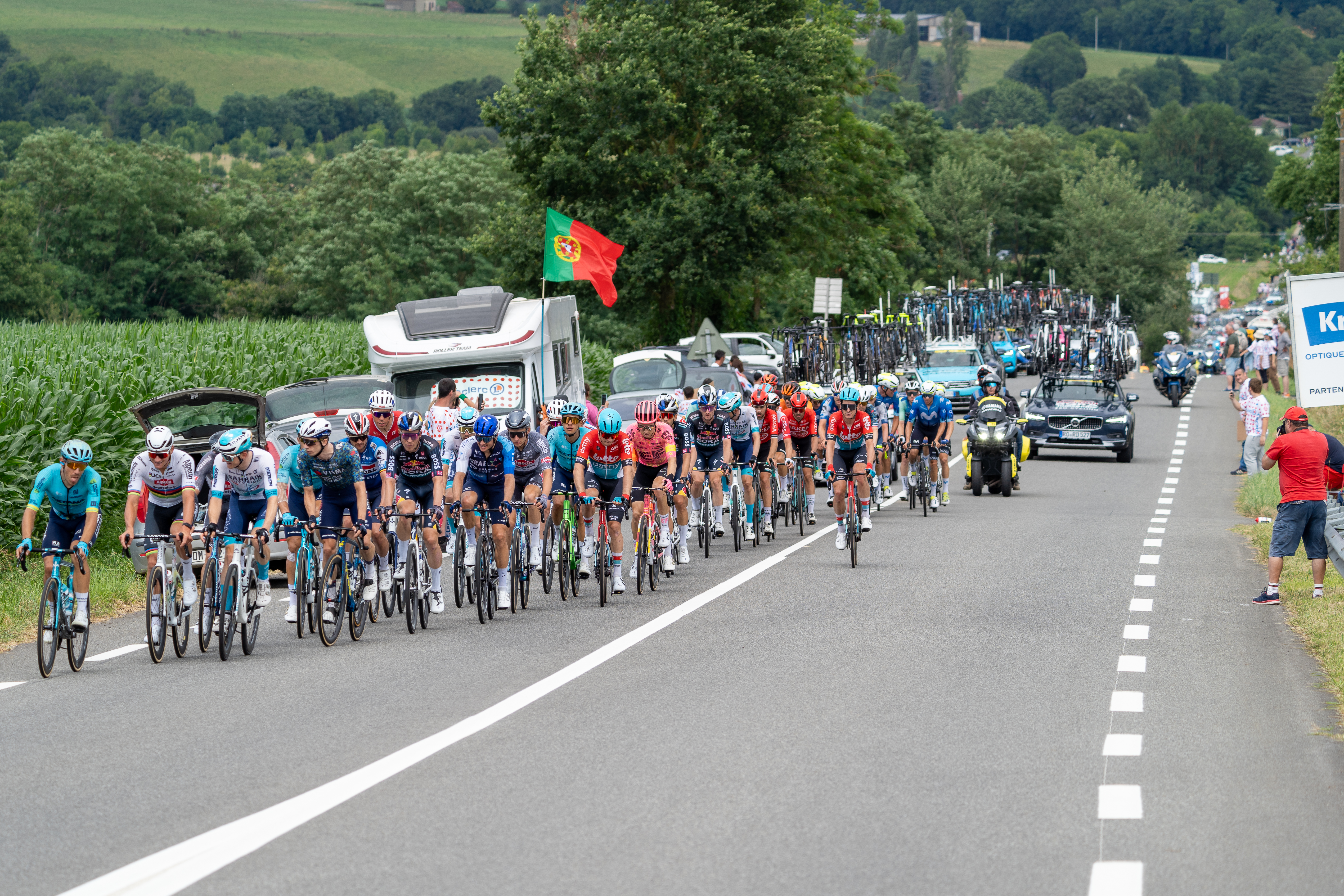
Coureurs retardés à cause d'une bordure.

## Résultats
Cette section présente les résultats et prix obtenus au cours de l'étape.

### Classement de l'étape
| Classement de la 13e étape | Classement de la 13e étape | Classement de la 13e étape | Classement de la 13e étape | Classement de la 13e étape |
|                            | Coureur                    | Pays                       | Équipe                     | Temps                      |
| -------------------------- | -------------------------- | -------------------------- | -------------------------- | -------------------------- |
| 1er                        | Jasper Philipsen           | Belgique                   | Alpecin-Deceuninck         | en 3 h 23 min 9 s          |
| 2e                         | Wout van Aert              | Belgique                   | Team Visma-Lease a Bike    | + 0 s                      |
| 3e                         | Pascal Ackermann           | Allemagne                  | Israel-Premier Tech        | + 0 s                      |
| 4e                         | Biniam Girmay              | Érythrée                   | Intermarché-Wanty          | + 0 s                      |
| 5e                         | Nikias Arndt               | Allemagne                  | Bahrain Victorious         | + 0 s                      |
| 6e                         | Jasper Stuyven             | Belgique                   | Lidl-Trek                  | + 0 s                      |
| 7e                         | Clément Russo              | France                     | Groupama-FDJ               | + 0 s                      |
| 8e                         | Bryan Coquard              | France                     | Cofidis                    | + 0 s                      |
| 9e                         | Tadej Pogačar              | Slovénie                   | UAE Team Emirates          | + 0 s                      |
| 10e                        | Søren Wærenskjold          | Norvège                    | Uno-X Mobility             | + 0 s                      |
| modifier                   |                            |                            |                            |                            |

### Bonifications en temps
|   | Coureur          | Pays      | Équipe                  | Secondes |
| - | ---------------- | --------- | ----------------------- | -------- |
| 1 | Jasper Philipsen | Belgique  | Alpecin-Deceuninck      | 10 s     |
| 2 | Wout van Aert    | Belgique  | Team Visma-Lease a Bike | 6 s      |
| 3 | Pascal Ackermann | Allemagne | Israel-Premier Tech     | 4 s      |

### Points attribués
| Sprint intermédiaire Nogaro (km 88,5) | Sprint intermédiaire Nogaro (km 88,5) | Sprint intermédiaire Nogaro (km 88,5) | Sprint intermédiaire Nogaro (km 88,5) | Sprint intermédiaire Nogaro (km 88,5) |
| ------------------------------------- | ------------------------------------- | ------------------------------------- | ------------------------------------- | ------------------------------------- |
|                                       | Coureur                               | Pays                                  | Équipe                                | Point(s)                              |
| 1er                                   | Romain Grégoire                       | France                                | Groupama-FDJ                          | 20                                    |
| 2e                                    | Julien Bernard                        | France                                | Lidl-Trek                             | 17                                    |
| 3e                                    | Magnus Cort Nielsen                   | Danemark                              | Uno-X Mobility                        | 15                                    |
| 4e                                    | Michał Kwiatkowski                    | Pologne                               | Ineos Grenadiers                      | 13                                    |
| 5e                                    | Arnaud De Lie                         | Belgique                              | Lotto Dstny                           | 11                                    |
| 6e                                    | Toms Skujiņš                          | Lettonie                              | Lidl-Trek                             | 10                                    |
| 7e                                    | Jonas Abrahamsen                      | Norvège                               | Uno-X Mobility                        | 9                                     |
| 8e                                    | Matej Mohorič                         | Slovénie                              | Bahrain Victorious                    | 8                                     |
| 9e                                    | Axel Laurance                         | France                                | Alpecin-Deceuninck                    | 7                                     |
| 10e                                   | Hugo Houle                            | Canada                                | Israel-Premier Tech                   | 6                                     |
| 11e                                   | Oier Lazkano                          | Espagne                               | Movistar Team                         | 5                                     |
| 12e                                   | Davide Ballerini                      | Italie                                | Astana Qazaqstan Team                 | 4                                     |
| 13e                                   | Adam Yates                            | Royaume-Uni                           | UAE Team Emirates                     | 3                                     |
| 14e                                   | Brent Van Moer                        | Belgique                              | Lotto Dstny                           | 2                                     |
| 15e                                   | Mathieu van der Poel                  | Pays-Bas                              | Alpecin-Deceuninck                    | 1                                     |
| modifier                              |                                       |                                       |                                       |                                       |

| Arrivée d'étape Pau (km 165,3) | Arrivée d'étape Pau (km 165,3) | Arrivée d'étape Pau (km 165,3) | Arrivée d'étape Pau (km 165,3) | Arrivée d'étape Pau (km 165,3) |
| ------------------------------ | ------------------------------ | ------------------------------ | ------------------------------ | ------------------------------ |
|                                | Coureur                        | Pays                           | Équipe                         | Point(s)                       |
| 1er                            | Jasper Philipsen               | Belgique                       | Alpecin-Deceuninck             | 50                             |
| 2e                             | Wout van Aert                  | Belgique                       | Team Visma-Lease a Bike        | 30                             |
| 3e                             | Pascal Ackermann               | Allemagne                      | Israel-Premier Tech            | 20                             |
| 4e                             | Biniam Girmay                  | Érythrée                       | Intermarché-Wanty              | 18                             |
| 5e                             | Nikias Arndt                   | Allemagne                      | Bahrain Victorious             | 16                             |
| 6e                             | Jasper Stuyven                 | Belgique                       | Lidl-Trek                      | 14                             |
| 7e                             | Clément Russo                  | France                         | Groupama-FDJ                   | 12                             |
| 8e                             | Bryan Coquard                  | France                         | Cofidis                        | 10                             |
| 9e                             | Tadej Pogačar                  | Slovénie                       | UAE Team Emirates              | 8                              |
| 10e                            | Søren Wærenskjold              | Norvège                        | Uno-X Mobility                 | 7                              |
| 11e                            | Luka Mezgec                    | Slovénie                       | Team Jayco AlUla               | 6                              |
| 12e                            | Maxim Van Gils                 | Allemagne                      | Lotto Dstny                    | 5                              |
| 13e                            | John Degenkolb                 | Allemagne                      | Team dsm-firmenich PostNL      | 4                              |
| 14e                            | Arnaud Démare                  | France                         | Arkéa-B&B Hotels               | 3                              |
| 15e                            | Jake Stewart                   | Royaume-Uni                    | Israel-Premier Tech            | 2                              |
| modifier                       |                                |                                |                                |                                |

### Cols et côtes
| Côte de Blachon (km 127) 4e catégorie (1,5 km à 6,9 %) | Côte de Blachon (km 127) 4e catégorie (1,5 km à 6,9 %) | Côte de Blachon (km 127) 4e catégorie (1,5 km à 6,9 %) | Côte de Blachon (km 127) 4e catégorie (1,5 km à 6,9 %) | Côte de Blachon (km 127) 4e catégorie (1,5 km à 6,9 %) |
| ------------------------------------------------------ | ------------------------------------------------------ | ------------------------------------------------------ | ------------------------------------------------------ | ------------------------------------------------------ |
|                                                        | Coureur                                                | Pays                                                   | Équipe                                                 | Point(s)                                               |
| 1er                                                    | Tobias Johannessen                                     | Norvège                                                | Uno-X Mobility                                         | 1                                                      |
| modifier                                               |                                                        |                                                        |                                                        |                                                        |

| Côte de Simacourbe (km 136,3) 4e catégorie (1,8 km à 6,4 %) | Côte de Simacourbe (km 136,3) 4e catégorie (1,8 km à 6,4 %) | Côte de Simacourbe (km 136,3) 4e catégorie (1,8 km à 6,4 %) | Côte de Simacourbe (km 136,3) 4e catégorie (1,8 km à 6,4 %) | Côte de Simacourbe (km 136,3) 4e catégorie (1,8 km à 6,4 %) |
| ----------------------------------------------------------- | ----------------------------------------------------------- | ----------------------------------------------------------- | ----------------------------------------------------------- | ----------------------------------------------------------- |
|                                                             | Coureur                                                     | Pays                                                        | Équipe                                                      | Point(s)                                                    |
| 1er                                                         | Tobias Johannessen                                          | Norvège                                                     | Uno-X Mobility                                              | 1                                                           |
| modifier                                                    |                                                             |                                                             |                                                             |                                                             |

### Prix de la combativité
- Magnus Cort Nielsen (Uno-X Mobility)

## Classements à l'issue de l'étape
Cette section présente le classement général et les différents classements annexes à l'issue de l'étape.

### Classement général
| Classement général | Classement général | Classement général | Classement général      | Classement général  |
|                    | Coureur            | Pays               | Équipe                  | Temps               |
| ------------------ | ------------------ | ------------------ | ----------------------- | ------------------- |
| 1er                | Tadej Pogačar      | Slovénie           | UAE Team Emirates       | en 52 h 40 min 58 s |
| 2e                 | Remco Evenepoel    | Belgique           | Soudal Quick-Step       | + 1 min 6 s         |
| 3e                 | Jonas Vingegaard   | Danemark           | Team Visma-Lease a Bike | + 1 min 14 s        |
| 4e                 | João Almeida       | Portugal           | UAE Team Emirates       | + 4 min 20 s        |
| 5e                 | Carlos Rodríguez   | Espagne            | Ineos Grenadiers        | + 4 min 40 s        |
| 6e                 | Mikel Landa        | Espagne            | Soudal Quick-Step       | + 5 min 38 s        |
| 7e                 | Adam Yates         | Royaume-Uni        | UAE Team Emirates       | + 6 min 59 s        |
| 8e                 | Giulio Ciccone     | Italie             | Lidl-Trek               | + 7 min 36 s        |
| 9e                 | Derek Gee          | Canada             | Israel-Premier Tech     | + 7 min 54 s        |
| 10e                | Matteo Jorgenson   | États-Unis         | Team Visma-Lease a Bike | + 8 min 56 s        |
| modifier           |                    |                    |                         |                     |

| Classement par points | Classement par points | Classement par points | Classement par points   | Classement par points |
| --------------------- | --------------------- | --------------------- | ----------------------- | --------------------- |
|                       | Coureur               | Pays                  | Équipe                  | Point(s)              |
| 1er                   | Biniam Girmay         | Érythrée              | Intermarché-Wanty       | 346 points            |
| 2e                    | Jasper Philipsen      | Belgique              | Alpecin-Deceuninck      | 271 pts               |
| 3e                    | Anthony Turgis        | France                | TotalEnergies           | 141 pts               |
| 4e                    | Jonas Abrahamsen      | Norvège               | Uno-X Mobility          | 133 pts               |
| 5e                    | Bryan Coquard         | France                | Cofidis                 | 127 pts               |
| 6e                    | Arnaud De Lie         | Belgique              | Lotto Dstny             | 125 pts               |
| 7e                    | Wout van Aert         | Belgique              | Team Visma-Lease a Bike | 114 pts               |
| 8e                    | Pascal Ackermann      | Allemagne             | Israel-Premier Tech     | 102 pts               |
| 9e                    | Fernando Gaviria      | Colombie              | Movistar Team           | 100 pts               |
| 10e                   | Tadej Pogačar         | Slovénie              | UAE Team Emirates       | 96 pts                |
| modifier              |                       |                       |                         |                       |

| Classement du meilleur grimpeur | Classement du meilleur grimpeur | Classement du meilleur grimpeur | Classement du meilleur grimpeur | Classement du meilleur grimpeur |
| ------------------------------- | ------------------------------- | ------------------------------- | ------------------------------- | ------------------------------- |
|                                 | Coureur                         | Pays                            | Équipe                          | Point(s)                        |
| 1er                             | Tadej Pogačar                   | Slovénie                        | UAE Team Emirates               | 36 points                       |
| 2e                              | Jonas Abrahamsen                | Norvège                         | Uno-X Mobility                  | 36 pts                          |
| 3e                              | Jonas Vingegaard                | Danemark                        | Team Visma-Lease a Bike         | 28 pts                          |
| 4e                              | Remco Evenepoel                 | Belgique                        | Soudal Quick-Step               | 18 pts                          |
| 5e                              | Valentin Madouas                | France                          | Groupama-FDJ                    | 16 pts                          |
| 6e                              | Carlos Rodríguez                | Espagne                         | Ineos Grenadiers                | 12 pts                          |
| 7e                              | Stephen Williams                | Royaume-Uni                     | Israel-Premier Tech             | 10 pts                          |
| 8e                              | Frank van den Broek             | Pays-Bas                        | Team dsm-firmenich PostNL       | 9 pts                           |
| 9e                              | João Almeida                    | Portugal                        | UAE Team Emirates               | 6 pts                           |
| 10e                             | Ben Healy                       | Irlande                         | EF Education-EasyPost           | 5 pts                           |
| modifier                        |                                 |                                 |                                 |                                 |

| Classement général du meilleur jeune | Classement général du meilleur jeune | Classement général du meilleur jeune | Classement général du meilleur jeune | Classement général du meilleur jeune |
|                                      | Coureur                              | Pays                                 | Équipe                               | Temps                                |
| ------------------------------------ | ------------------------------------ | ------------------------------------ | ------------------------------------ | ------------------------------------ |
| 1er                                  | Remco Evenepoel                      | Belgique                             | Soudal Quick-Step                    | en 52 h 42 min 4 s                   |
| 2e                                   | Carlos Rodríguez                     | Espagne                              | Ineos Grenadiers                     | + 3 min 34 s                         |
| 3e                                   | Matteo Jorgenson                     | États-Unis                           | Team Visma-Lease a Bike              | + 7 min 50 s                         |
| 4e                                   | Santiago Buitrago                    | Colombie                             | Bahrain Victorious                   | + 8 min 35 s                         |
| 5e                                   | Ben Healy                            | Irlande                              | EF Education-EasyPost                | + 11 min 2 s                         |
| 6e                                   | Javier Romo                          | Espagne                              | Movistar Team                        | + 14 min 35 s                        |
| 7e                                   | Ilan Van Wilder                      | Belgique                             | Soudal Quick-Step                    | + 32 min 10 s                        |
| 8e                                   | Tom Pidcock                          | Royaume-Uni                          | Ineos Grenadiers                     | + 53 min 34 s                        |
| 9e                                   | Frank van den Broek                  | Pays-Bas                             | Team dsm-firmenich PostNL            | + 1 h 3 min 45 s                     |
| 10e                                  | Romain Grégoire                      | France                               | Groupama-FDJ                         | + 1 h 4 min 26 s                     |
| modifier                             |                                      |                                      |                                      |                                      |

| Classement par équipes | Classement par équipes     | Classement par équipes | Classement par équipes |
|                        | Équipe                     | Pays                   | Temps                  |
| ---------------------- | -------------------------- | ---------------------- | ---------------------- |
| 1re                    | UAE Team Emirates          | Émirats arabes unis    | en 158 h 13 min 19 s   |
| 2e                     | Soudal Quick-Step          | Belgique               | + 21 min 58 s          |
| 3e                     | Ineos Grenadiers           | Royaume-Uni            | + 23 min 6 s           |
| 4e                     | Team Visma-Lease a Bike    | Pays-Bas               | + 23 min 47 s          |
| 5e                     | Bahrain Victorious         | Bahreïn                | + 43 min 55 s          |
| 6e                     | Lidl-Trek                  | États-Unis             | + 54 min 39 s          |
| 7e                     | Red Bull-Bora-Hansgrohe    | Allemagne              | + 56 min 41 s          |
| 8e                     | Movistar Team              | Espagne                | + 1 h 0 min 32 s       |
| 9e                     | EF Education-EasyPost      | États-Unis             | + 1 h 7 min 1 s        |
| 10e                    | Decathlon-AG2R La Mondiale | France                 | + 1 h 31 min 13 s      |
| modifier               |                            |                        |                        |

## Abandons
Trois coureurs ont abandonné : 
- Juan Ayuso (UAE Team Emirates) : abandon[7]
- Primož Roglič (Red Bull-Bora-Hansgrohe) : non-partant[2]
- Jesús Herrada (Cofidis) : non-partant